# Rymgajla
Rymgajla (auch bekannt als Rimgaila, Ringaila, Litauisch: Rimgailė, Polnisch: Ryngałła, Rumänisch: Ringala), * zwischen 1367 und 1369; † zwischen 1423 und 1430, war die jüngste Tochter von Birutė und Kęstutis, des litauischen Großfürsten und damit eine Schwester  Vytautas des Großen. Rimgailė ist ein typischer doppelwortstämmiger heidnisch-litauischer Name, der von rim- (rimti – „sei ruhig“) + gail- (gailas – „stark“) stammt; eine Kombination, die im heutigen Litauen recht häufig vorkommt.
Durch die Heirat mit Heinrich von Masowien war sie bis zu dem Tod ihres Ehemanns im Winter 1392–1393 für ungefähr ein Jahr Prinzessin von Masowien. Jan Długosz schrieb in seinen Chroniken, dass Heinrich sein Amt als Bischof von Płock niederlegte um sie zu heiraten. Sie gehörte zu den Tatverdächtigen seines Todes.
Ihre zweite Ehe (1419–1421) schloss sie mit Alexander dem Guten, einem Woiwoden von Moldau (1400–1432). Als Entschädigung für die politisch motivierte Scheidung wurde ihr das Eigentum an der Stadt Siret und 40 Dörfern überlassen. Außerdem versprach Alexander ihr als Teil der Scheidungsvereinbarung lebenslangen Unterhalt im Wert von 600 ungarischen Golddukaten oder Florinen in zwei Raten zu zahlen.